# Hydroptila rhodica
Hydroptila rhodica är en nattsländeart som beskrevs av Jacquemart 1973. Hydroptila rhodica ingår i släktet Hydroptila och familjen smånattsländor. Inga underarter finns listade i Catalogue of Life.